# Цефалодискус
Цефалоди́скус (Cephalodiscus) — рід крилозябрових напівхордових родини цефалодискових (Cephalodiscidae).

## Опис
На відміну від Rhabdopleura, види Cephalodiscus не утворюють великих колоній і є псевдоколоніальними. Зооїди також рухливіші, ніж Rhabdopleura, і здатні пересуватися всередині трубки. Зооїди можуть утворюватися шляхом нестатевого брунькування. Є кілька пар рук із щупальцями, тоді як Rhabdopleura має лише одну пару рук.

## Види
Рід включає 19 сучасних видів:
- Cephalodiscus agglutinans Harmer & Ridewood, 1914
- Cephalodiscus atlanticus Bayer, 1962
- Cephalodiscus australiensis Johnston & Muirhead, 1951
- Cephalodiscus calciformis Emig, 1977
- Cephalodiscus densus Andersson 1907 [Cephalodiscus rarus Andersson, 1907; Cephalodiscus anderssoni Gravier 1912]
- Cephalodiscus dodecalophus McIntosh 1882
- Cephalodiscus evansi Ridewood
- Cephalodiscus fumosus John, 1932
- Cephalodiscus gilchristi Ridewood, 1908
- Cephalodiscus gracilis Harmer 1905
- Cephalodiscus graptolitoides Dilly 1993
- Cephalodiscus hodgsoni Ridewood, 1907 [Cephalodiscus aequatus Andersson 1907; Cephalodiscus inaequatus Andersson 1907]
- Cephalodiscus indicus Schepotieff 1909
- Cephalodiscus kempi John, 1932
- Cephalodiscus levinsoni Harmer 1905
- Cephalodiscus nigrescens Lankester 1905
- Cephalodiscus planitectus Miyamoto, Nishikawa and Namikawa, 2020[4]
- Cephalodiscus sibogae Harmer 1905
- Cephalodiscus solidus Andersson, 1907

Крім того, відомо два викопні види:
- †Cephalodiscus lutetianus Abrard, Dollfus & Soyer 1950
- †Cephalodiscus nusplingensis Schweigert & Dietl 2013